# Jan Elemans
Jan Elemans (Ravenstein, 13 oktober 1924 – Huissen, 13 april 2019 was een Nederlands dichter, schrijver en docent, met een grote interesse in het Brabantse boerenleven en dialect.

## Loopbaan
Elemans promoveerde in 1958 op het proefschrift Woord en wereld van de boer, over het dialect van zijn geboortedorp Huisseling. In de jaren zeventig was hij leraar Nederlands aan het  Thomas a Kempis te Arnhem.
Hij publiceerde gedichten en beschouwend proza over taal en literatuur in Dietsche Warande en Belfort, Roeping, Maatstaf, Nieuw Vlaams Tijdschrift, Taal en Tongval, Ons Erfdeel en het  Jaarboek van de Maatschappij der Nederlandse Letterkunde.

## Werken
- De keerakker (1955, gedichten)
- Het haargetouw (1961, gedichten)
- Woord en wereld van de boer (1958, proefschrift)
- Tempel van Zeus (1969, gedichten)
- De muze op klompen: Een onderzoek naar de gestalte van de boer in onze letterkunde van ganzeveer tot balpen (1972)
- Waarom pa mijn moeder de enige kazemat noemde in Nederland die deugde (1977)
- Het land van Bosch, Bruegel en Van Gogh (1979, foto’s Martien Coppens, tekst Jan Elemans)
- Tegelse keramiek, Handwerk-volkskunst 1935-1953 (2007, Keramiekcentrum Tiendschuur Tegelen; tekst Jan Elemans, foto’s Ted Boekelman)